# Pedro Chappé
Pedro Chappé García, (nacido el 16 de agosto de 1945 y fallecido el 15 de mayo de 2003) fue un jugador y entrenador de baloncesto cubano. Fue medalla de bronce con Cuba en los Juegos Olímpicos de Múnich 1972. Como entrenador, fue seleccionador nacional de Cuba durante 4 años, desde el año 1980 a 1984. 